# ЧФР Клуж
ЧФР (на румънски: CFR, Cluj) е футболен клуб от град Клуж-Напока, Румъния. Името му е абревиатура от Caile Ferate Romane (Румънски железни пътища).
Той е петкратен шампион на страната (2008, 2010, 2012, 2018, 2019).

## История
Въпреки вековната си история отборът никога не е бил сред грандовете на румънския футбол и има едва 17 сезона в най-висшата дивизия. По-големите си успехи постига в последните 5 години, когато става на три пъти шампион и печели три пъти Купата на Румъния.
През 2008 г. дебютира в групите на Шампионската лига и въпреки че завършва на последното четвърто място, успява да постигне историческа първа победа срещу „Рома“ с 2:1. През сезон 2010 – 2011 отново успява да се класира в групите на Шампионската лига.
ЧФР Клуж се е срещал с български отбори в контролни срещи – с „Литекс“ и „Локомотив“ (Пловдив). Контроният мъч с „Лудогорец“ е на 22 януари 2019 г. в турския курорт Белек, като резултатът е 2 – 0 за румънците.

## Успехи

### Национални
- Лига I:
  -  Шампион (8): 2007/08, 2009/10, 2011/12, 2017/18, 2018/19, 2019-20, 2020/21, 2021/22
  -  Вицешампион (2): 2023/24, 2024/25
  -  Трето място (3): 2006/07, 2014/15, 2022/23
- Купа на Румъния:
  -  Носител (4): 2007/08, 2008/09, 2009/10, 2015/16
  -  Финалист (1): 2012/13
- Суперкупа на Румъния:
  -  Носител (4): 2009, 2010, 2018, 2021
  -  Финалист (3): 2012, 2016, 2019
- Лига II:
  -  Шампион (2): 1968/69, 2003/04
- Лига III:
  -  Шампион (7): 1946/47, 1982/83, 1985/86, 1988/89, 1990/91, 1995/96, 2001/02

### Международни
- Интертото:
  -  Носител (1): 2005

## Български футболисти
- Кристиан Димитров: 2022 - наем (1 мача - 1 гол)